# Martha Fierro
Martha Lorena Fierro Baquero (Kingston, Rhode Island, 6 de septiembre de 1977) es una ajedrecista ecuatoriana. Es una gran maestra internacional del ajedrez. Ha representado a Ecuador en varias Olimpiadas de ajedrez, logrando obtener medallas en 2 ocasiones, en la Olimpiada Mundial de ajedrez de 1996 en Armenia y la de 2008 en Dresde, además obtuvo en ese mismo año, junto a ella también el gran maestro de ajedrez ecuatoriano, Carlos Matamoros, la medalla de oro en los Juegos Mundiales de la Mente realizado en Beijing, China.
A lo largo de su carrera ajedrecística ganaba medalla ha obtenido un sinnúmero de campeonatos, como panamericanos, sudamericanos, bolivarianos, abiertos internacionales, entre otros.
Actualmente también posee el título de entrenadora FIDE y forma parte de la comisión de ajedrez de mujeres de la FIDE.